# Transandinomys talamancae
Transandinomys talamancae là một loài động vật có vú trong họ Cricetidae, bộ Gặm nhấm. Loài này được J. A. Allen mô tả năm 1891.
Loài này sinh sống ở Costa Rica đến tây nam Ecuador và miền bắc Venezuela. Môi trường sống của chúng bao gồm các khu rừng đất thấp lên đến 1.525 m trên mực nước biển. Với khối lượng cơ thể của 38-74 g, nó là một loài chuột gạo cỡ vừa. Lông mềm mại và có màu đỏ đến nâu trên lưng và màu trắng đến nâu hơi đỏ ở các phần dưới. Đuôi có màu nâu sẫm ở trên và nhạt màu hơn dưới còn tai và bàn chân dài. Chúng có râu rất dài. Trong hộp sọ, mỏ (phần phía trước) là dài và braincase thấp. Số lượng nhiễm sắc thể dao động từ 34-54.

## Hình ảnh

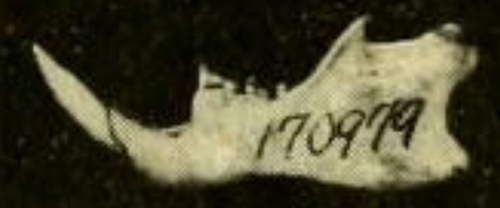
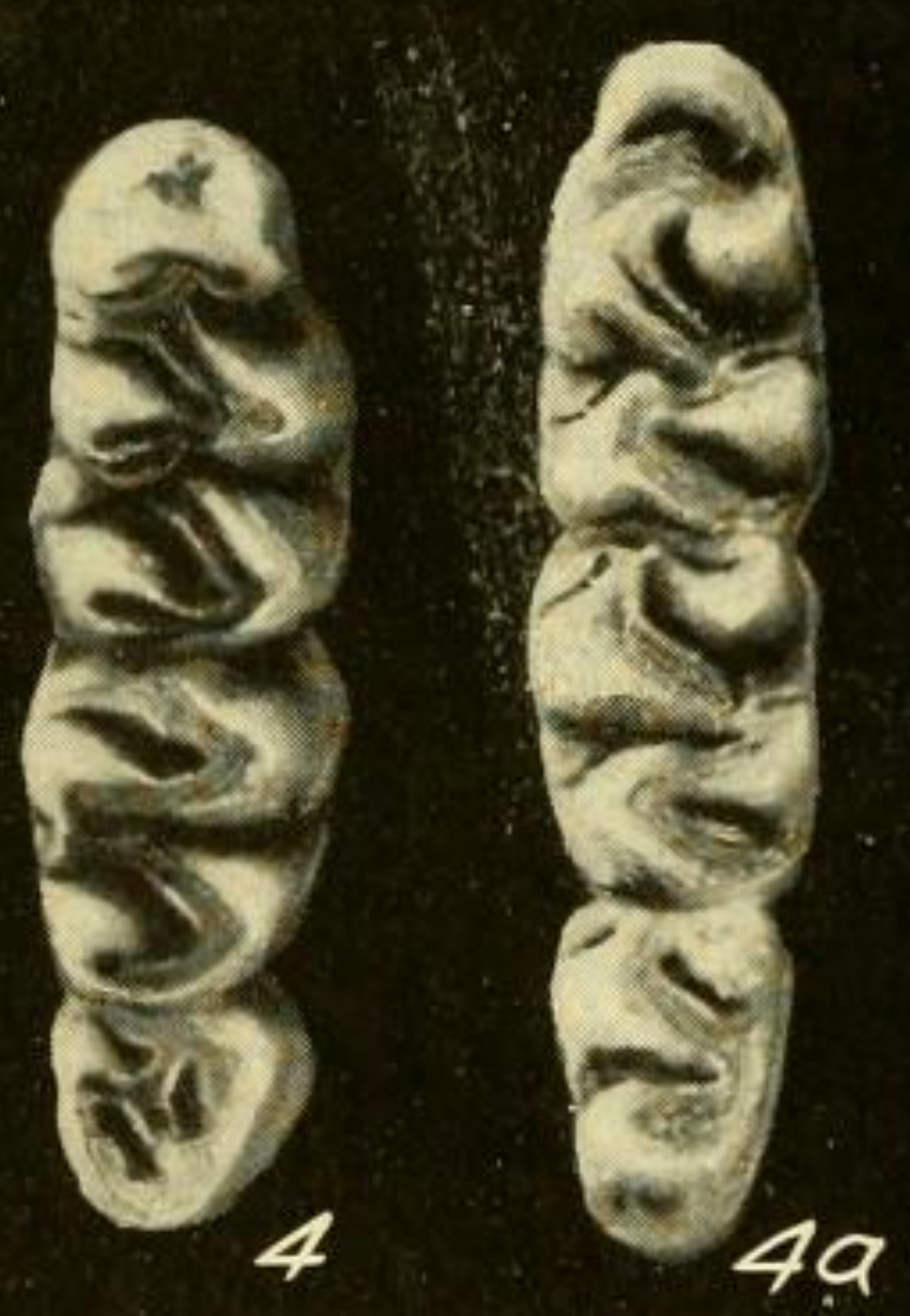
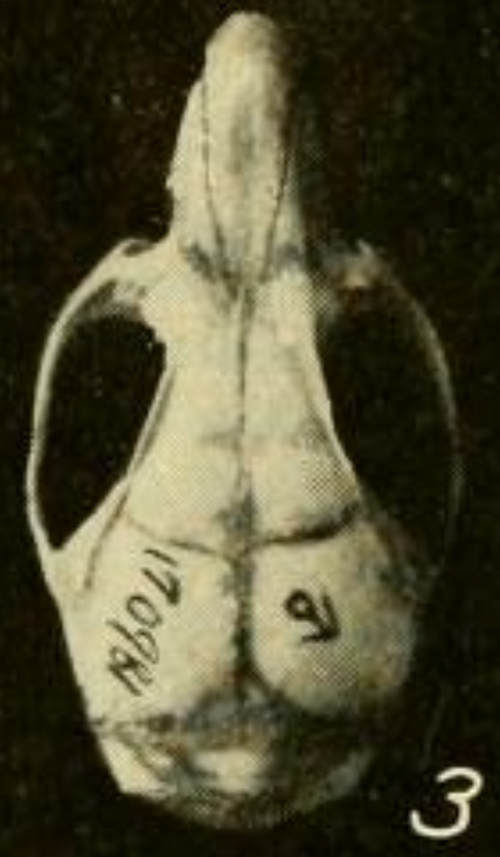